# ازغیر
ازغیر (قزاقی: Азғйр) یک منطقه مسکونی در قزاقستان است که در استان آتیرائو واقع شده‌است.